# Joaquín Michavila Asensi
Joaquín Michavila Asensi (L'Alcora, 1926 - Albalat dels Tarongers, 21 d'agost de 2016) va ser un pintor abstracte valencià.
El 1965 va participar en el IV Salón de Marzo: Muestra valenciana amb altres artistes com Amadeo Gabino, Rafael Pérez Contel, Nassio, Monjalés, Anzo, Rafael Armengol, Artur Heras, Joan Genovés, Ribera Berenguer, Salvador Soria, etc.
També l'any 1974 va presentar obres a una exposició de la galeria Nike de València del 3 al 15 d'octubre, anomenada Colección Valenciana de pintura, on havia també obres de Monjalés, Genaro Lahuerta, Luis Arcas Brauner, Ribera Berenguer, J.M. Yturralde, o Pinazo entre d'altres. El desembre de 1985 va realitzar una conferència a Antella sobre l'obra de Francesc Lozano També va realitzar algunes il·lustracions.
Va ser membre de Los Siete juntament amb els següents artistes: Ángeles Ballester Garcés, Vicente Castellanos Giner, Vicente Fillol Roig, Juan Genovés, Vicente Gómez García, Ricardo Hueso de Brugada, Juan Baptista Llorens Riera, José Masiá Sellés i Eusebio Sempere. El grup Los Siete es va proposar aconseguir una implicació social més gran que el Grup Z. Va organitzar un considerable nombre d'exposicions, algunes amb artistes convidats. En quatre anys, i amb més voluntat que mitjans, va coordinar prop de una vintena d'activitats, exposicions i fins i tot visites d'escolars a museus.